# Павел (Подлипский)
Архиепископ Павел (в миру Пётр Иванович Подлипский; 23 июня [4 июля] 1788, Владимирская губерния — 27 ноября [9 декабря] 1861, Переславль-Залесский) — епископ Костромской и Галицкий Русской православной церкви, затем — архиепископ Черниговский и Нежинский.

## Биография
Родился 23 июня (4 июля) 1788 года в селе Подлипье Переславского уезда Владимирской губернии (ныне село Новая Шурма Сергиево-Посадского района Московской области) в семье причетника Ивана Емельянова, который был впоследствии священником в селе Ермове.
В январе 1797 года был отдан в Переславское духовное училище, а в сентябре этого же года переведён в Троицкую лаврскую семинарию, где и обучался по 1809 год. В конце 1808 года отправлен из богословского класса в Санкт-Петербургскую духовную академию; по окончании шестилетнего академического курса со степенью кандидата 13 августа 1814 года был определён во Владимирскую семинарию профессором церковной истории и греческого языка. Был пострижен в монашество епископом Владимирским и Суздальским Ксенофонтом (Троепольским) 17 января 1817 года; 2 июля утверждён инспектором Владимирской духовной семинарии, а 1 октября произведён в Юрьевский Архангельский монастырь в архимандрита, с дозволением употреблять при священнослужении камлотовую мантию с зелёными бархатными скрижалями.
По случаю вызова в Санкт-Петербург ректора владимирской семинарии на чреду священнослужения и проповеди слова Божия, 18 января 1819 года Павлу Подлипскому была поручена ректорская должность с преподаванием богословских уроков и с отправлением прежних должностей при семинарии; 25 февраля резолюцией епископа Ксенофонта был определён во Владимирскую духовную консисторию присутствующим членом; 15 ноября по указу Святейшего синода переведён в Цареконстантинов монастырь, а 10 января 1820 года комиссией духовных училищ определён ректором Владимирской духовной семинарии и профессором богословских наук.

### Архимандрит Данилова монастыря
Был переведён 1 марта 1820 года в переславский Троицкий Данилов монастырь, которым и управлял до 1830 года.
В том же году его старанием был куплен колокол весом в 142 пуда 23 фунта; в 1822 году богато украшен образ преподобного Даниила; в 1824 году покрыты листовым железом алтарь на тёплой Похвалынской церкви и настоятельские покои; в 1825 году перестроены внутри братские двухэтажные каменные кельи и в нижнем этаже отделаны братская столовая с кухнею и больничная на пять человек. Монастырская братия в числе 16 человек поднесли архимандриту Павлу адрес, в котором, между прочим, было написано: «Все мы, по благословению Вашему наслаждаемся уже вожделенным для нас покоем, потому что каждый из нас имеет уже по прочнейшей, выгодной келье, — и посему все единодушно приносим Вашему Высокопреподобию сыновнюю сердечную благодарность». В 1826 году при нём были переложены в новую раку мощи преподобного Даниила. В 1826—1828 годах из любви архимандрита Павла к благолепию храмов святые иконы в иконостасе тёплой церкви и по стенам и в алтаре были расписаны лучшим письмом. Его же трудами и попечением приведён в отличный порядок и монастырский архив.
За ректорство 22 августа 1826 года был награждён орденом Святой Анны 2-й степени.

### Архиерейство
21 апреля 1830 года императорским указом повелено ему быть епископом Костромским и Галицким, и 26 мая он был хиротописан в Москве, в кремлёвском Успенском соборе митрополитом Московским Филаретом с епископами — Иннокентием и Дионисием.
Во время управления Костромской епархией: 30 ноября 1832 года он был избран почётным членом Императорского Московского Общества истории и древностей Российских; 21 апреля 1835 года награждён орденом Святой Анны 1-й степени.
В 1836 году, 27 марта был возведён в сан архиепископа, а 26 сентября ему повелено быть епископом Черниговским и Нежинским.
В 1843 году, 9 апреля 1843 года за долговременное прохождение архипастырского поприща он был награждён орденом Святого Владимира 2-й степени большого креста, а 7 апреля 1857 года стал кавалером ордена Святого Александра Невского.

### Пребывание на покое. Смерть
В 1859 году по собственному желанию был уволен на покой в переславский Троицкий Данилов монастырь, с управлением этим монастырём. Как только он прибыл сюда, пожертвовал в монастырскую библиотеку более 170 лучших новейших книг духовного содержания.
Скончался 27 ноября (9 декабря) 1861 года. Погребение было совершено двумя архимандритами — Никитского монастыря Нифонтом и Феодором и всем переславским духовенством. Надгробное слово говорил архимандрит Феодор, а надгробную речь — священник Смоленской церкви города Переславля Александр Свирелин. Тело было положено в Троицком соборе Данилова монастыря.